# 岐阜県立大垣東高等学校
岐阜県立大垣東高等学校（ぎふけんりつ おおがきひがしこうとうがっこう）は、岐阜県大垣市美和町にある公立高校。通称は「東高」（ひがしこう）。
高度経済成長期における大垣市周辺の人口増加に対応するため、移転した県立大垣南高校の跡地に市内3校目の公立普通科高校として開校。校舎は市内中心部に位置し、交通の便は非常によい。

## 学校概要
- 創立 1974年
- 設置課程
  - 全日制普通科
  - 全日制理数科
    - 理数科では「トライアル講座」と呼ばれる特別講座で、ハリヨの生息地での調査観察や大垣北高校との合同講座、北海道大学との双方向遠隔授業プロジェクト、生徒が自由にテーマを設定しグループ別に行う課題研究など、特色のある授業や活動が組まれている。
    - 『ハリヨ』の研究に力を入れている
- 校訓
  - 仰峯不屈（ぎょうほうふくつ）
- 制服
  - 男子は詰襟の学生服、女子はブレザーが指定されている。
- その他
  - 授業は普通科、理数科共に週2回(火、水曜日)7限授業が行われている。
  - 年に1度ベドナムへの短期留学プログラムがあり、参加が可能。
  - 毎年9月に東高祭と呼ばれる学校祭が文化祭2日ある。
  - 年に1回もしくは2回球技大会がある。種目はバレーボール。
  - 1974年～1982年にかけて学校群制度が導入されていた。
    - 1974年～1979年 大垣北高校と西濃学区1群、大垣南高校と西濃学区2群
    - 1980年～1982年 大垣南高校と西濃学区2群

## 通学
生徒は電車、自転車で通学する者がほとんどである。電車は揖斐川町方面や海津市方面等から養老鉄道を利用し、大垣駅から自転車や名阪近鉄バスを使用したり、徒歩で通学する。自転車通学者は、大垣市内、大垣市周辺在住者がほとんどである。なお、自転車は1年生と2年生の一部は学校敷地外の自転車駐輪場（学校所有）に停めておく。これは、校舎が市内中心部に位置しているため、敷地の確保が困難なためである。

## 部活動
部活動では水球部や放送部が強く、インターハイや全国高校総合文化祭に出場している。
| 運動系 - バスケット部 - バレーボール部 - バドミントン部 - 剣道部 - 卓球部 - ソフトテニス部 - ハンドボール部 - 陸上競技部 - サッカー部 - 水球部 - 硬式野球部 | 文化系 - 写真部 - 音楽部 - 美術部 - 茶道部 - 華道部 - 演劇部 - 放送部 - 書道部 - 囲碁将棋部 |

## 出身者
- 雨森文也 - 音楽家・指揮者
- 石田仁 - 大垣市長
- 加藤愛 - CBCテレビアナウンサー、元 石川テレビ放送アナウンサー
- 久保田弘信 - フォト・ジャーナリスト
- 鈴木輝一郎 - 作家・コラムニスト
- 田口義隆 - 西濃運輸代表取締役社長
- 田中尚一郎 - サンメッセ代表取締役社長
- どんと（久富隆司） - ミュージシャン、元ボ・ガンボスのリーダー
- 山岡耕春 - 名古屋大学地震火山・防災研究センター教授、元東京大学地震研究所教授、元日本地震学会会長、地震予知連絡会会長
- 若野桂 - デザイナー

## アクセス
- 東海旅客鉄道、養老鉄道、樽見鉄道「大垣駅」（南口）より徒歩15分
- 名阪近鉄バス 「東高口」から徒歩3分